# بوستان جنگلی لویزان
بوستان جنگلی لَویزان یکی از بوستان‌های جنگلی شهر تهران و بخش شمیران است که ۱۱۰۰ هکتار وسعت دارد و در شمال شرق پایتخت و در حدود ۱۳ کیلومتری مرکز شهر تهران واقع گردیده‌است. بوستان جنگلی لویزان نسبت به شهر تهران در ارتفاع بالاتری قرار دارد. به همین دلیل وقتی در این بوستان باشید تهران زیر پای شماست و نمای مناسبی از شهر پیش روی شما قرار دارد و می‌توانید زیبایی‌های پایتخت را از زاویه دیگری ببینید. به ویژه هنگام شب، تماشای تهران از این بوستان بسیار لذت بخش است.

## پوشش گیاهی
بوستان جنگلی لویزان دارای پوشش گیاهی متنوع و درختان بلند و سر به فلک کشیده‌است. از گونه‌های مختلف این بوستان می‌توان به سرو، چنار، بلوط، اقاقیا، افرا و … اشاره کرد.

## امکانات
از امکانات پارک جنگلی لویزان می‌توان به هتل در بالاترین نقطه پارک، سفره خانه سنتی، بوفه، کافی شاپ، تالار، مسجد، نیمکت، سرویس بهداشتی، آلاچیق، کانکس پلیس، سطل‌های زباله، منقل‌های کباب پز و … اشاره کرد.

## باغ پرندگان
باغ پرندگان تهران از دیگر جاذبه‌های این بوستان می‌باشد.

## نگارخانه

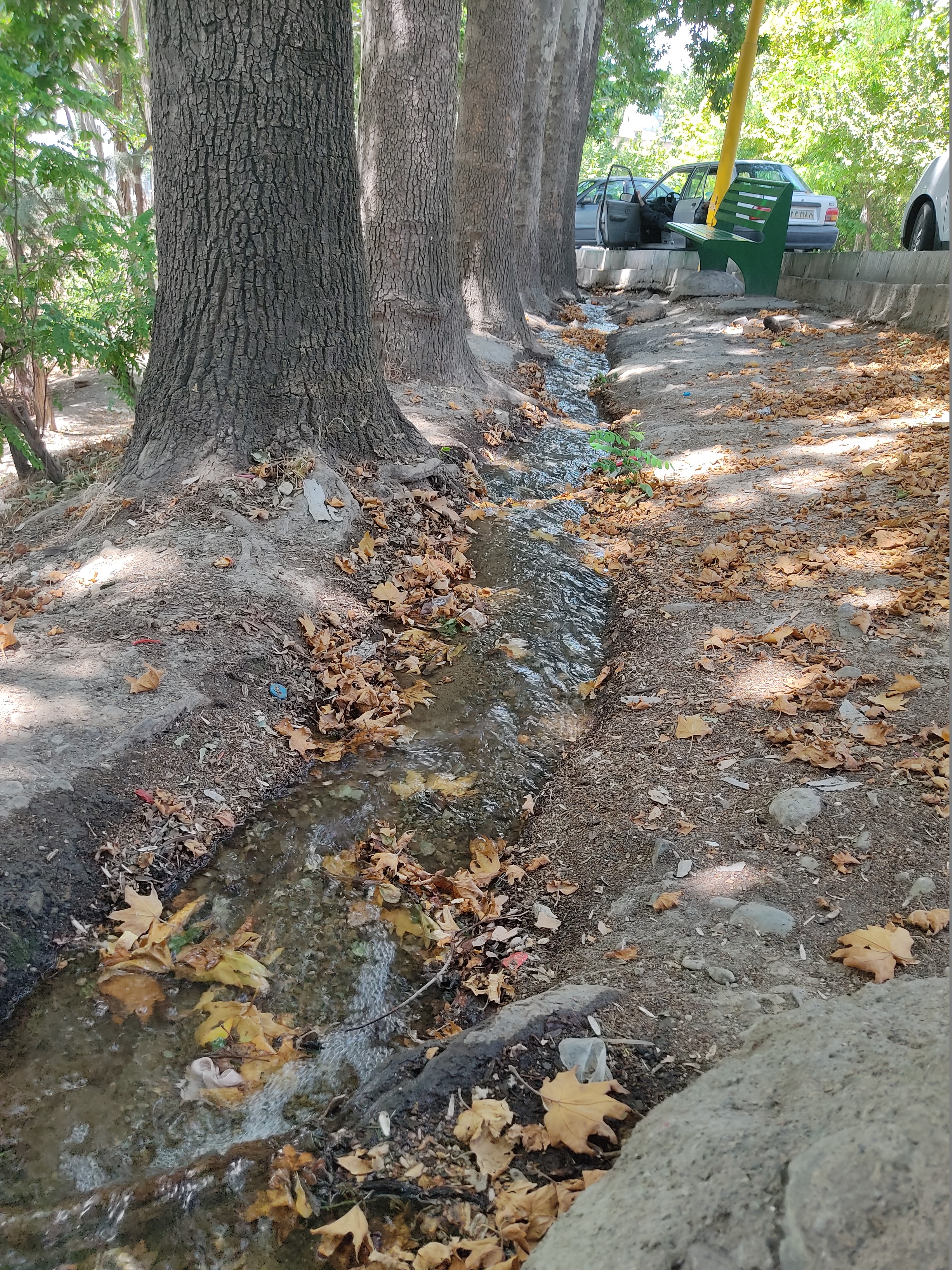
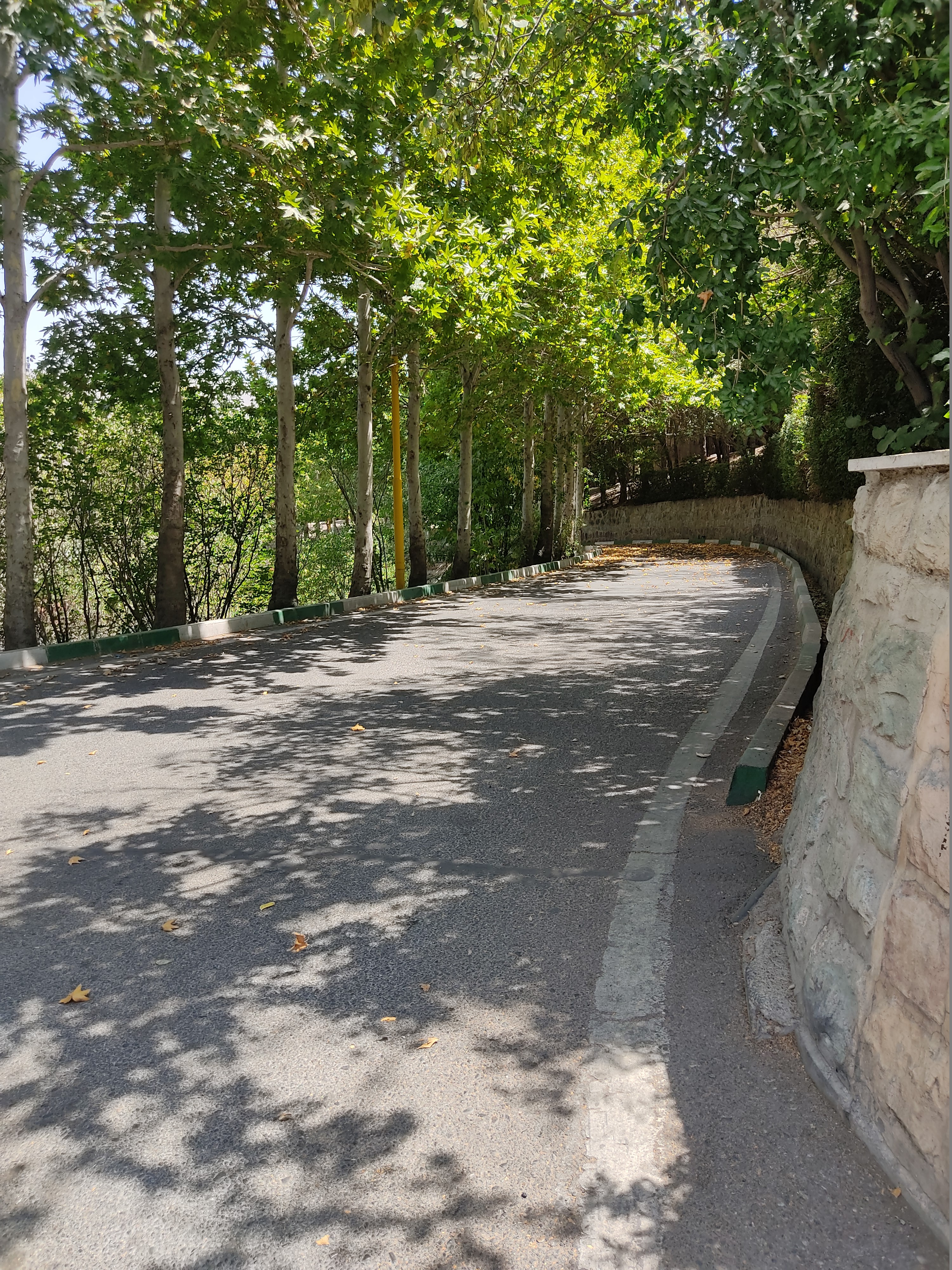
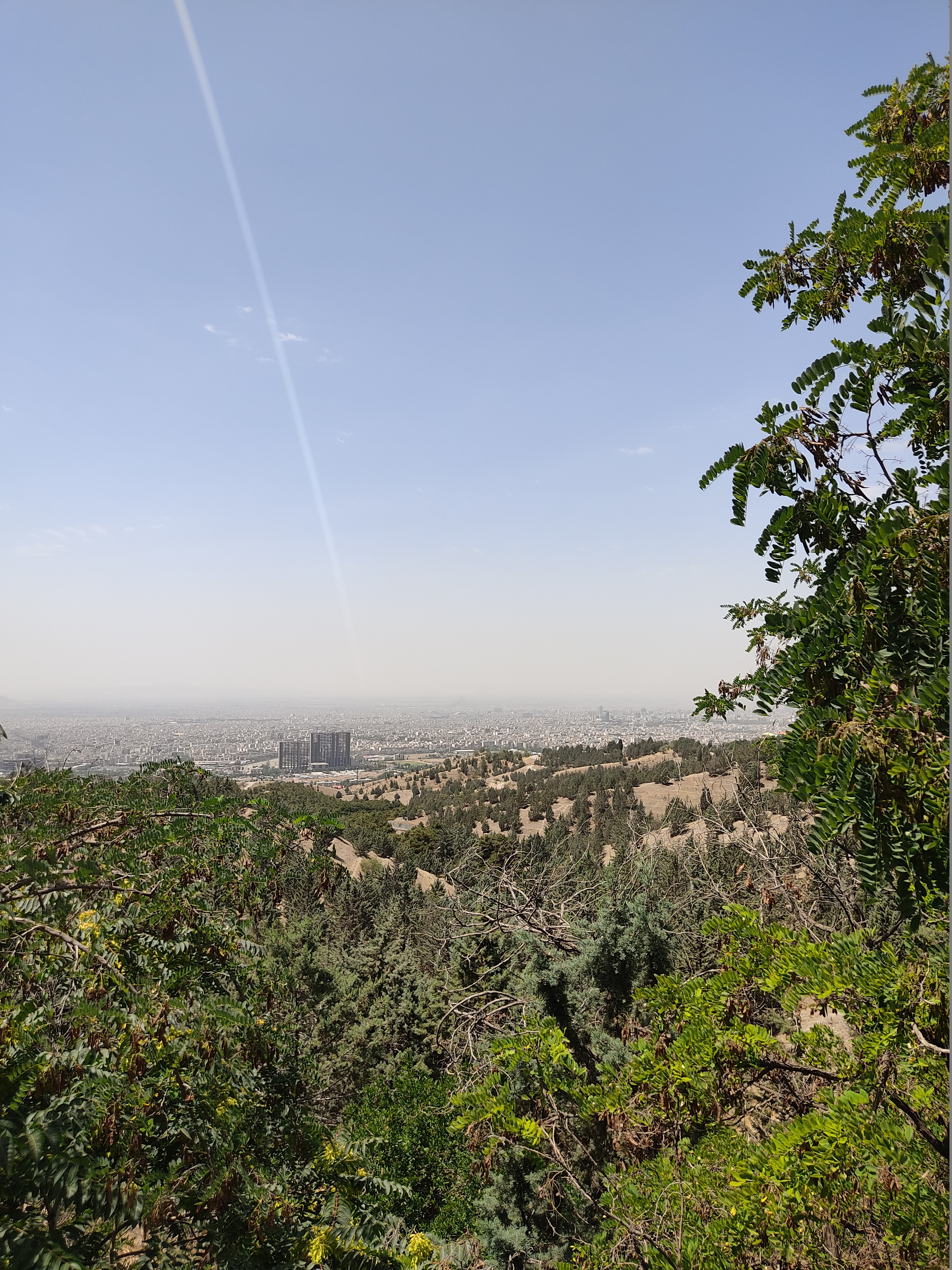
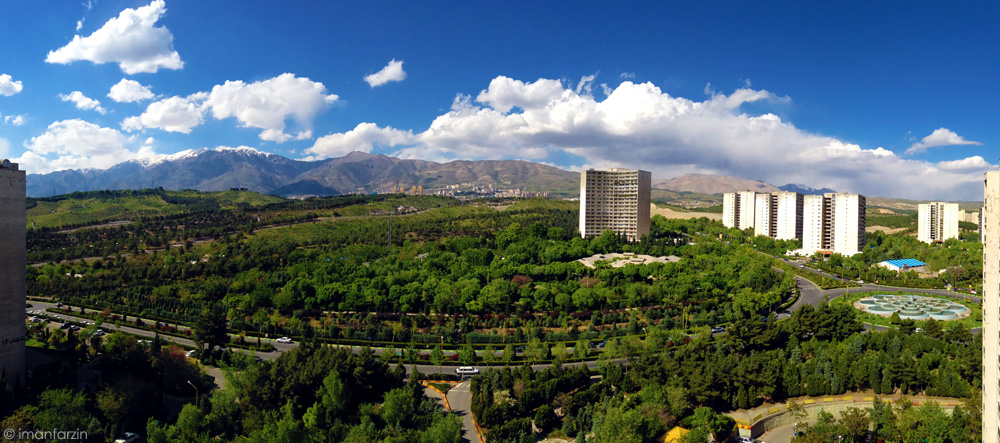

- پرونده:نمایی از محوطه باغ پرندگان تهران.jpg